# Alghero (Wein)
Unter dem Namen Alghero DOC werden Weiß-, Rosé- und Rotweine in verschiedenen Typologien produziert. Das Anbaugebiet liegt nördlich der namensgebenden Gemeinde Alghero in der Provinz Sassari auf der italienischen Insel Sardinien. Seit 1995 besitzen die Weine eine „kontrollierte Herkunftsbezeichnung“ (Denominazione di origine controllata – DOC), die zuletzt am 7. März 2014 aktualisiert wurde.

## Anbau
Der Anbau und die Produktion sind ausschließlich in den Gemeinden Alghero, Olmedo, Ossi, Tissi, Usini, Uri, Ittiri sowie in Teilen der Gemeinde Sassari gestattet (alle in der Provinz Sassari).
Im Jahr 2017 wurden von 709 Hektar Rebfläche 14.240 Hektoliter DOC-Wein erzeugt.

## Erzeugung
Verschnittweine
- Alghero Bianco, wird auch als Frizzante, Spumante oder Passito ausgebaut
- Alghero Rosato, wird auch als Frizzante ausgebaut
- Alghero Rosso, wird auch als Novello, Likörwein oder „Riserva“ ausgebaut

Fast sortenreine Weine

Folgende Weine führen die Rebsorte im Namen und müssen diese auch zu 85 % enthalten (höchstens 15 % andere analoge Rebsorten, die für den Anbau auf Sardinien zugelassen sind, dürfen zugesetzt werden):
- Alghero Torbato
- Alghero Sauvignon
- Alghero Chardonnay
- Alghero Cabernet
- Alghero Merlot
- Alghero Sangiovese
- Alghero Cagnulari oder Alghero Cagniulari
- Alghero Vermentino

## Beschreibung
Laut Denomination (Auszug):

### Alghero Bianco
- Farbe: helles strohgelb
- Geruch: sanfter Geruch, angenehm
- Geschmack: voll und harmonisch
- Alkoholgehalt: mindestens 10,0 Vol.-%
- Säuregehalt: mind. 4,5 g/l
- Trockenextrakt: mind. 14,0 g/l

### Alghero Rosato
- Farbe: rosa
- Geruch: weinig sanft, angenehm
- Geschmack: harmonisch, trocken oder weich
- Alkoholgehalt: mindestens 10,5 Vol.-%
- Säuregehalt: mind. 4,5 g/l
- Trockenextrakt: mind. 15,0 g/l

### Alghero Rosso
- Farbe: rubinrot, mit zunehmender Reife Tendenz zu granatrot
- Geruch: weinig, angenehm, Charakteristisch
- Geschmack: trocken, voll, leicht tanninhaltig
- Alkoholgehalt: mindestens 11,0 Vol.-%, für „Riserva“ mind.12,0 Vol.-%
- Säuregehalt: mind. 4,5 g/l
- Trockenextrakt: mind. 18,0 g/l, für „Riserva“ mind. 20,0 g/l